# 신기하

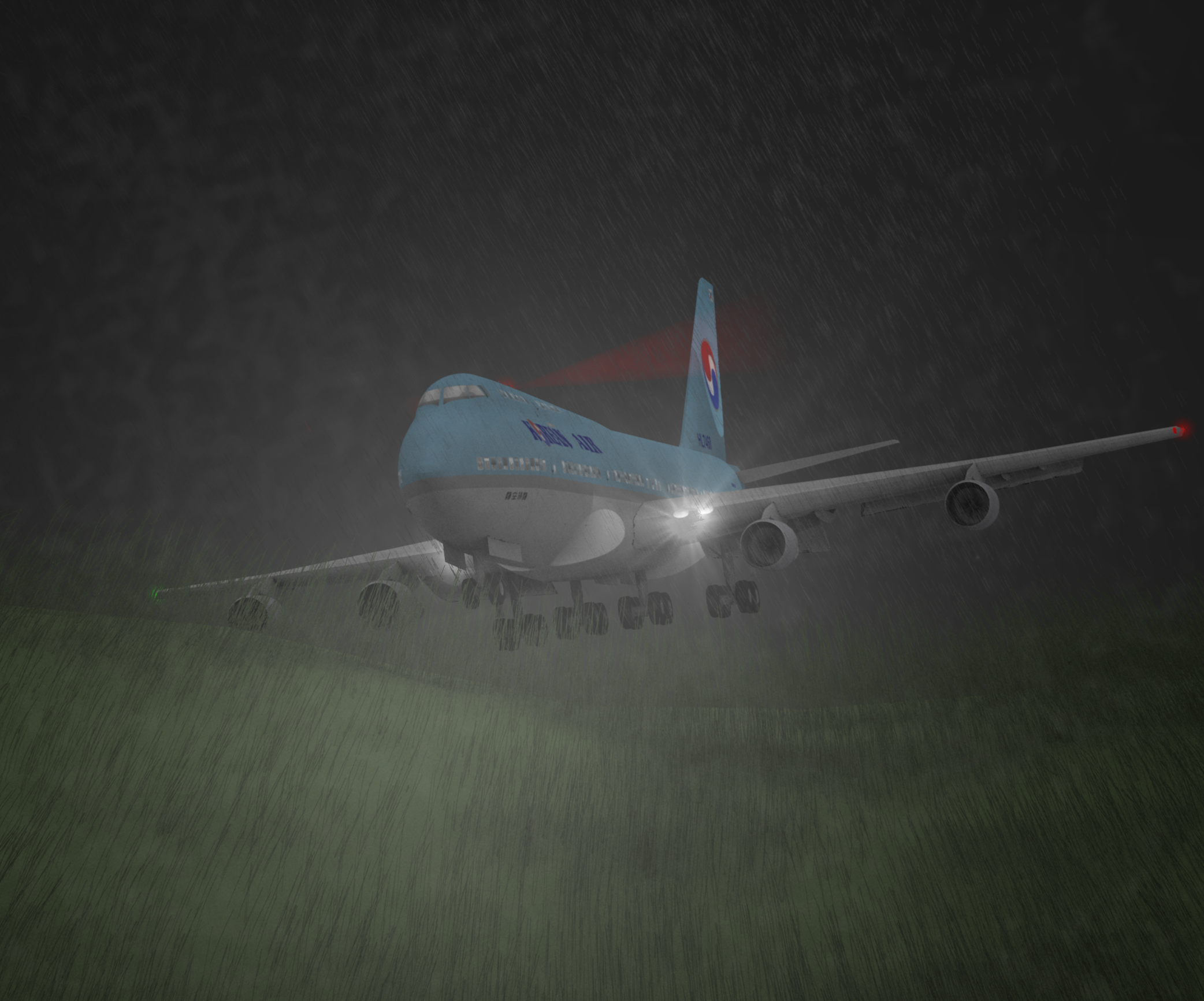
CG - B747 - 대한항공 801편

신기하(辛基夏, 1941년 4월 27일 ~ 1997년 8월 6일)는 대한민국의 법조인·정치인으로 제12·13·14·15대 국회의원(광주 동구)을 지냈다.

## 생애
전라남도 함평군 나산면 송암리에서 한학자인 신홍렬(辛洪烈)의 2남 2녀 가운데 막내로 태어났으며 본관은 영산이다. 나산국민학교, 조선대학교 부속중학교, 광주제일고등학교을 졸업했으며 전남대학교 2학년 시절이던 1960년에 일어난 4·19 혁명에 참여했다. 1961년에 전남대학교 민족통일연구회 회장을 역임하던 도중에 5·16 군사 정변이 일어나면서 3개월 동안 구속되면서 제적되었다가 1961년 9월에 복학했다. 1963년에 전남대학교 법과대학을 졸업했고 1969년에 실시된 제10회 사법시험에 합격했다.
1974년에 육군 대위(법무관)로 예편되면서 광주지방법원 판사로 근무했고 1980년에는 변호사로 개업했다. 1984년부터 민주화추진협의회 운영위원회 위원으로 참여하면서 인권 변호사로 활동했고 1985년에 실시된 대한민국 제12대 국회의원 선거에서 신한민주당 전남 광주시 동구·북구 선거구 후보로 출마하여 당선되었다. 제13·14·15대 국회의원 선거에서 광주 동구 후보로 출마하여 당선되었으며 1988년에는 평화민주당 원내 대표위원 겸 수석부총무를 역임했다. 1994년 5월 27일에는 민주당 소속 국회의원들의 무기명 비밀 투표에서 당내 주류 인사였던 김태식, 채영석 의원을 누르고 비주류 인사로서 민주당 원내총무로 선출되는 이변을 연출했다. 1995년 9월 8일에는 새정치국민회의 원내총무로 선출되면서 김대중 총재를 보좌하는 역할을 맡았다.
신기하는 1997년 8월 5일부터 8월 11일까지 6박 7일 일정으로 괌에서 지구당 당직자 해외 연수를 갖기 위해서 자신의 아내인 김정숙, 24명의 당원들과 함께 서울에서 괌으로 가는 대한항공 801편에 탑승했다. 그러나 8월 6일에 항공기가 앤토니오 B. 원 팻 국제공항에서 착륙에 실패하여 추락하면서 사망하였다. 이 과정에서 괌 현지에 파견된 이해구, 조진형, 박세환을 비롯한 신한국당 소속 국회의원들이 사고 현장에서 기념 사진 촬영을 촬영하여 논란이 일기도 했다.

## 학력
- 함평 나산국민학교 졸업
- 조선대학교 부속중학교 졸업
- 광주제일고등학교 졸업
- 전남대학교 법과대학 법학 학사
- 서울대학교 사법대학원 법학 석사
- 한양대학교 대학원 법학 박사

## 경력
- 제10회 사법시험 합격
- 전남대학교 민족통일연구회 회장
- 광주지방법원 판사
- 민주화추진협의회 운영위원회 상임위원
- 신한민주당 창당발기인
- 제12·13·14·15대 국회의원
- 전남대학교 법과대학 강사
- 제13대 국회 전반기 광주민주화운동진상조사특별위원회 간사
- 평화민주당 원내 대표위원
- 평화민주당 원내수석부총무
- 제13대 국회 후반기 국회운영위원회 간사
- 평화민주당 원내총무 권한대행
- 범 야권통합 협상대표
- 민주당 원내총무
- 국회 법사위간사, 예결, 운영, 국방, 재무위원
- 국제의원연맹 한국대표
- 새정치국민회의 원내총무
- 새정치국민회의 총재 특별보좌역
- 제15대 국회 전반기 보건복지위원회 위원장

## 저서
- 《민주주의를 찾습니다》 (1985년, 삼민사)
- 《변혁의 시대: 민족통일과 창조적 역사의식의 정립을 위하여》 (1991년, 일월서각)
- 《전환기의 역사의식》 (1994년, 일월서각)

## 역대 선거 결과
|  | 44.19% |

|  | 88.05% |

|  | 62.74% |

|  | 89.90% |

## 소속 정당
| 소속 정당 | 소속 정당      | 소속 기간 | 비고           |
| --------- | -------------- | --------- | -------------- |
|           | 신한민주당     | 1985~1987 | 창당 정계 입문 |
|           | 무소속         | 1987      | 탈당           |
|           | 통일민주당     | 1987      | 창당           |
|           | 무소속         | 1987      | 탈당           |
|           | 평화민주당     | 1987~1991 | 창당           |
|           | 신민주연합당   | 1991      | 당명 변경      |
|           | 민주당         | 1991~1995 | 합당           |
|           | 무소속         | 1995      | 탈당           |
|           | 새정치국민회의 | 1995~1997 | 창당 사망      |

## 같이 보기
- 대한항공 801편 추락 사고
- 광주시 동구·북구
- 광주 북구의 국회의원
- 동구 (광주 선거구)
- 광주 동구의 국회의원